# Автомагистраль D4 (Словакия)
Автомагистраль D4 (словац. Diaľnica D4) — словацкая автомагистраль, строительство которой ведётся на данный момент в западной части страны. В настоящее время функционирует только небольшой участок протяжённостью 3 км от австрийской границы у местечка Яровце до перекрёстка с автомагистралью D2 (часть автомагистрали D61), построенный в 1996—1998 годах. Планируется соединить его с автомагистралью D1 (участок между Братиславой и Сенцом, южный объезд города) и со строящейся автотрассой R7.
По состоянию на 2018 год большая часть дороги всё ещё строится. 19 ноября 2007 года автомагистраль D4 соединили с австрийским автобаном A6 «Нордост», что позволило также соединить всю словацкую границу с автобаном A4 «Ост». Австрия стала третьей после Чехии и Венгрии страной, с которой Словакия стала соединена благодаря автотрассам и автомагистралям